# Noc musi zapaść
Noc musi zapaść (ang. Night Must Fall) – amerykański film z 1937 roku w reżyserii Richarda Thorpe.

## Nagrody i nominacje
| Nazwa nagrody | Wygrane            | Nominacje                                                                                             |
| ------------- | ------------------ | --- |
| Oscar         | 1938 bez rezultatu | 1938 Najlepszy aktor pierwszoplanowy Robert Montgomery Najlepsza aktorka drugoplanowa Dame May Whitty |